# Podelzig
Podelzig est une commune allemande de l'arrondissement de Märkisch-Pays de l'Oder, Land de Brandebourg.

## Géographie
Podelzig se situe à l'extrémité sud du Reitweiner Sporn.
La commune comprend Klessin, Podelzig, Siedlung et Wuhden.
| Lindendorf | Alt Tucheband |          |
|            | Podelzig      | Reitwein |
|            | Lebus         |          |

Podelzig se trouve sur la Bundesstraße 112.

## Histoire
Le nom slave Podolzk indique un peuplement slave antérieur, probablement au moins depuis le VIIIe siècle.
Podelzig est mentionné pour la première fois en 1354 en même temps que Lebus dans le don du margrave Louis II à l'évêque Dietrich von Kothe.
Pendant la guerre de Trente Ans, il y a plusieurs fois de dévastations et de pillages. En 1636, Podelzig est pillé par les troupes impériales sous le colonel von Manteuffel, l'église est endommagée, le presbytère incendié et le pasteur Crupsacius assassiné. En août 1639, Podelzig est incendié par les troupes suédoises sous les ordres du colonel Drewitz et de Stenbock ; presque tout le village est détruit.
Après le drainage de l'Oderbruch par Frédéric le Grand en 1775, Neu Podelzig est fondé comme un village de colons et porte le nom de colonie pour une longue période.
En 1928, les communes rurales d'Alt Podelzig et Neu Podelzig et les domaines d'Adlig Podelzig et Königlich Podelzig s'unissent pour former Podelzig. Klessin et Wuhden sont incorporés en 1946 et 1950 à Podelzig.
À la fin de la Seconde Guerre mondiale, Podelzig est détruit par la guerre pendant la bataille de Berlin à 85%. Située dans la zone de combat principale, la commune est exposée à des attaques et à des contre-attaques constantes de la part de la Wehrmacht et de l'Armée Rouge. La gare et les lignes d'approvisionnement sont détruites. Sur les 1 000 habitants avant la guerre, seulement 180 retournent à Podelzig ; 52 d'entre eux sont morts du typhus. Dans les années suivantes, 20 personnes sont tuées par des mines. Le presbytère est complètement détruit; les vieux documents et les livres d'église dedans ont complètement brûlés.

## Jumelages
- Bledzew (Pologne)

## Source
- (de) Cet article est partiellement ou en totalité issu de l’article de Wikipédia en allemand intitulé « Podelzig » (voir la liste des auteurs).